# Geringde salamander
De geringde salamander (Ambystoma annulatum) is een salamander uit de familie molsalamanders (Ambystomatidae). De soort werd voor het eerst wetenschappelijk beschreven door Edward Drinker Cope in 1886. Oorspronkelijk werd de wetenschappelijke naam Amblystoma annulatum gebruikt.

## Verspreiding en leefgebied
Deze soort komt voor in delen van Noord-Amerika en leeft endemisch in de Verenigde Staten. De salamander komt voor in het Ozark Plateau en Ouachita Mountains van zuidelijk Missouri, oostelijk Oklahoma en westelijk Arkansas.